# Drapeau de l'Illinois
Le drapeau de l'Illinois est le drapeau officiel de l'État américain de l'Illinois. Portant les éléments centraux du sceau de l'Illinois sur fond blanc, il est adopté en 1915, et le mot Illinois  est ajouté au drapeau en 1970.

## Description
Le drapeau actuel se compose du sceau de l'Illinois, conçu en 1819 et plus ou moins inspiré du sceau de l'État fédéral. Un Pygargue à tête blanche tient dans son bec un ruban rouge avec la devise de l'Illinois, « State Sovereignty, National Union ». Les dates sur le sceau, 1818 et 1868, représentent l'année d'entrée dans l'Union de l'Illinois et l'année durant laquelle le sceau est redessiné par Sharon Tyndale. Bien que « State Sovereignty » vienne en premier dans la devise, « State » se retrouve en bas, et « Sovereignty » à l'envers. Les treize étoiles et treize bandes sur le bouclier représentent les treize États originaux de l'Union.
Il est l'un des neuf drapeaux d'État américain à comporter un aigle, avec ceux de l'Iowa, du Michigan, du Missouri, de New York, du Dakota du Nord, de l'Oregon, de la Pennsylvanie et du Wyoming.

## Histoire

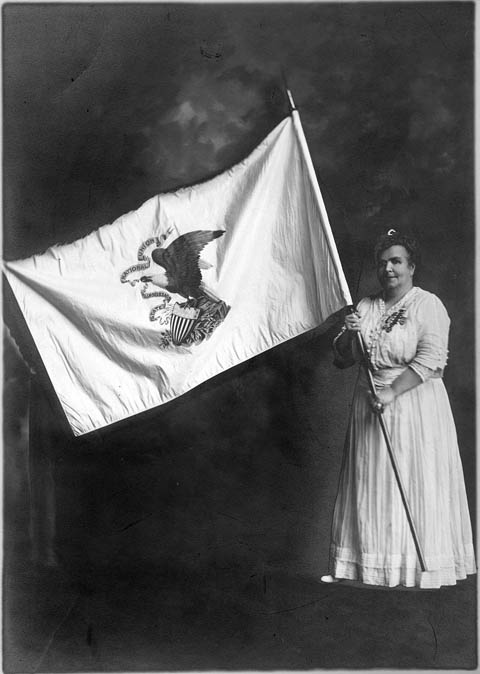
Ella Park Lawrence tient le drapeau original de l'État de l'Illinois, vers 1915.

Drapeau de l'Illinois de 1915 à 1918.

### Adoption initiale en 1915
En 1912, alors qu'elle est la régente d'État des Filles de la Révolution américaine (DAR), Ella Park Lawrence (en) lance une campagne pour que l'Illinois adopte un drapeau d'État. Sans succès, elle continue, en tant que membre de la section de Rockford de la DAR, à faire pression sur les membres de l'Assemblée générale de l'Illinois pour qu'ils adoptent un drapeau pour l'État. Le 1er avril 1914, Ella Park Lawrence envoie une lettre à toutes les sections de la DAR de l'Illinois annonçant un concours pour la conception d'un drapeau de l'État de l'Illinois, le gagnant recevant un prix de 25 dollars, équivalant à 760 dollars en 2023. Trente-cinq dessins sont proposés en réponse à ce concours.
Le jury du concours, présidé par Lewis Stevenson (en), secrétaire d'État de l'Illinois, choisi le projet de Lucy Derwent. Le drapeau devient la bannière officielle de l'État le 6 juillet 1915, après son passage devant la Chambre des représentants et le Sénat de l'Illinois. Le gouverneur Edward Dunne ne signe pas cette loi, mais n'y applique pas non plus son veto.

### Modifications de 1969
En 1960, le premier maître Bruce MacDaniel lance une pétition pour rajouter le nom de l'état sur le drapeau, ayant noté que beaucoup de personnes avec qui il a servi durant la guerre du Viêt Nam ne le reconnaisse pas. Le gouverneur Richard Ogilvie signa la loi du 17 septembre 1969 qui ajoute au drapeau le nom de l'État. Ce nouveau drapeau, conçu par Sanford Hutchinson, devient le drapeau officiel de l'Illinois le 1er juillet 1970.

### Nouveau drapeau
Le drapeau est critiqué par l'Association nord-américaine de vexillologie du fait que sa conception viole les critères qui définissent un bon drapeau : simple, distinctif et sans inscriptions ou sceaux.
En mars 2023, le Sénat de l'Illinois approuve la création d'une Commission du drapeau de l'Illinois, chargée d'explorer et de développer un nouveau modèle pour le drapeau de l'État. En mai 2023, la Chambre des représentants de l'Illinois adopte le même projet de loi. Les législateurs déclarent que l'Assemblée générale pourrait décider du nouveau drapeau dans les années à venir. En août 2024, le concours pour redessiner le drapeau est annoncé, avec un dépôt des propositions du 3 septembre au 18 octobre 2024. Sur près de 5 000 propositions, la commission présélectionne dix projets, qui sont soumis à une consultation publique en janvier 2025. Outre les nouveaux projets, le public a également la possibilité de voter pour trois drapeaux historiques de l'Illinois — le drapeau du centenaire, le drapeau du sesquicentenaire et le drapeau actuel de l'État. Quels que soient les résultats de la consultation publique, la décision finale de changer le drapeau revient à l'Assemblée générale de l'État.
Plusieurs des propositions font référence au statut de l'Illinois comme le 21e État à rejoindre l'Union. Les dix propositions de nouveaux drapeaux, annoncées le 10 décembre 2024, sont les suivantes :

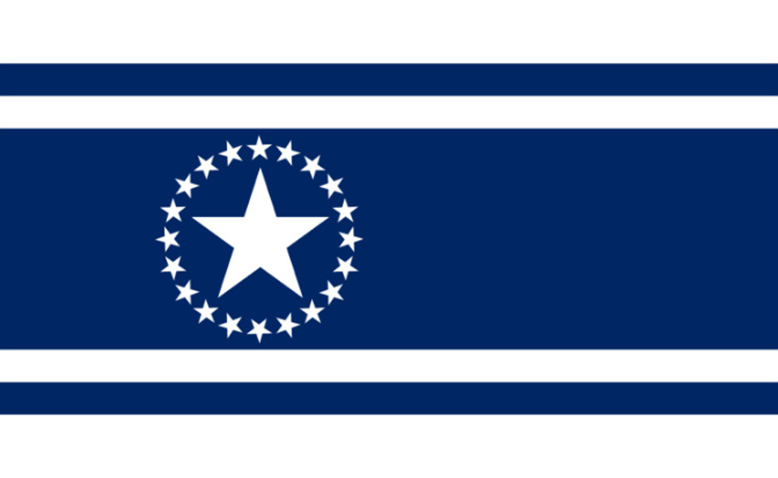
Proposition 200.
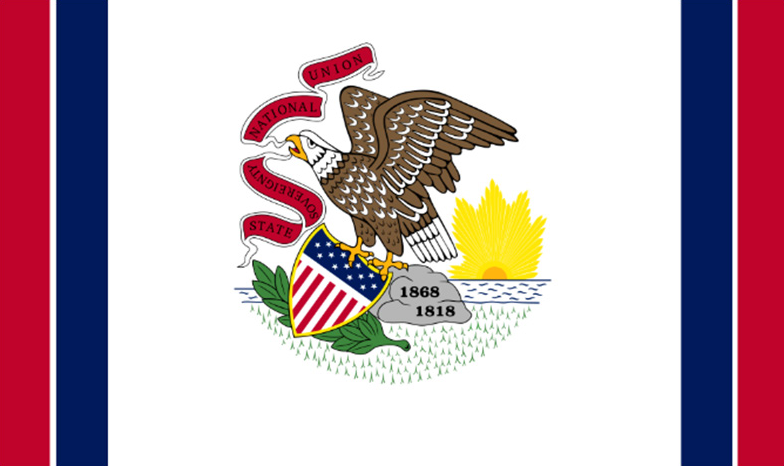
Proposition 896.
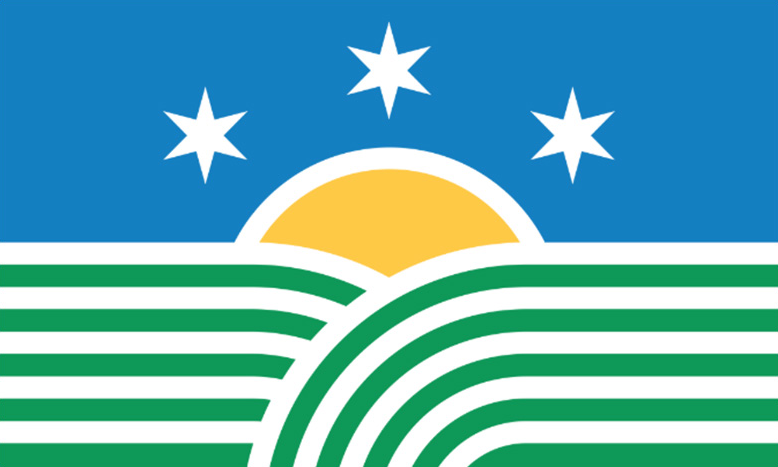
Proposition 2246.
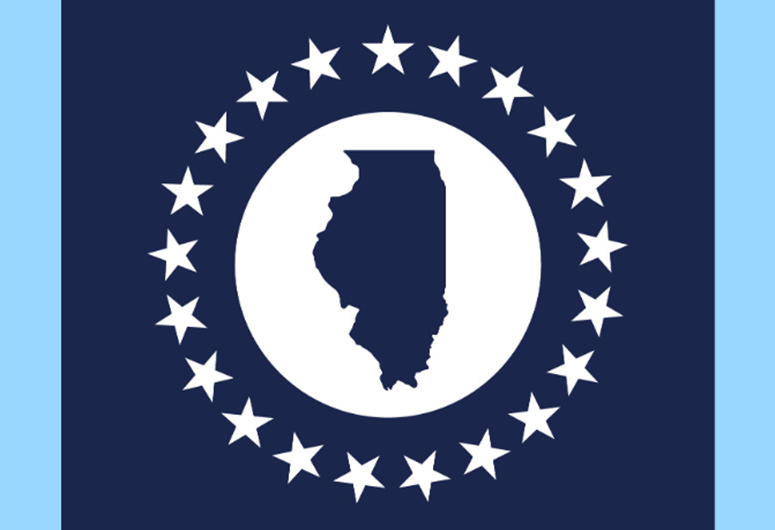
Proposition 2752.
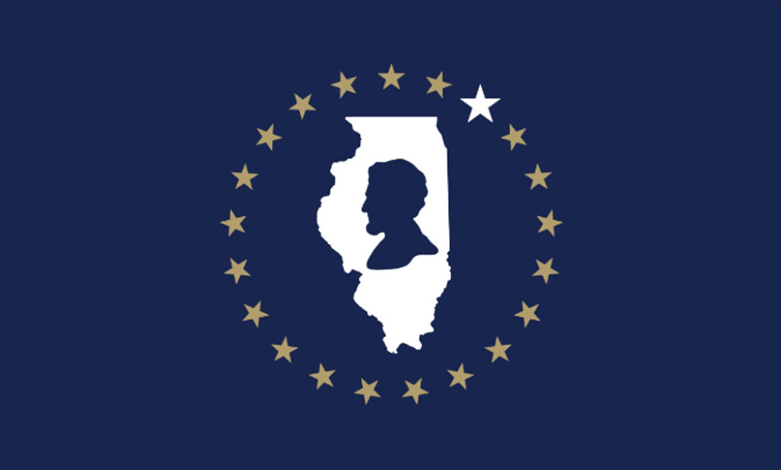
Proposition 3679.
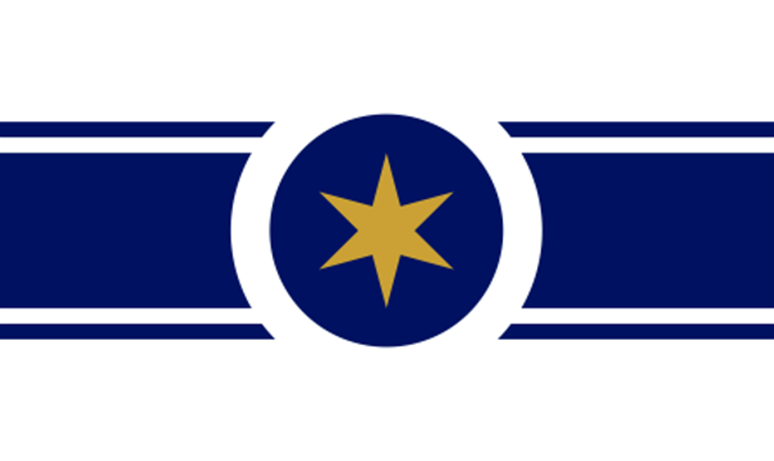
Proposition 3754.
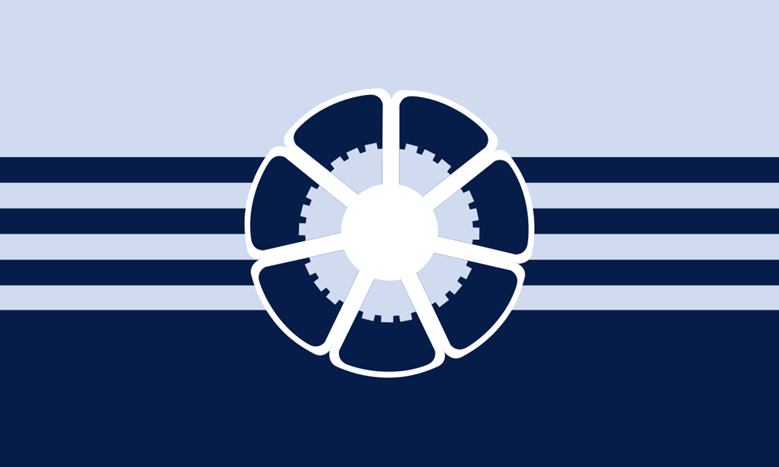
Proposition 4129. Les quatre bandes représentent le lac Michigan, le Mississippi, l'Ohio et la rivière de Chicago. Les graines de maïs et la roue à 21 dents représentent l'agriculture et l'industrie.
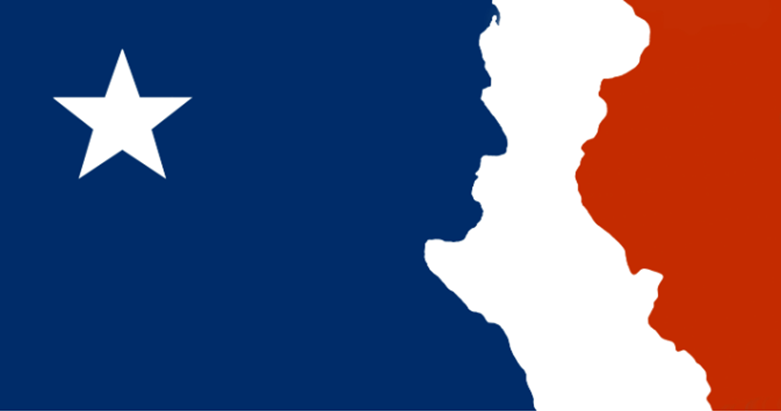
Proposition 4220. La silhouette est celle d'Abraham Lincoln.
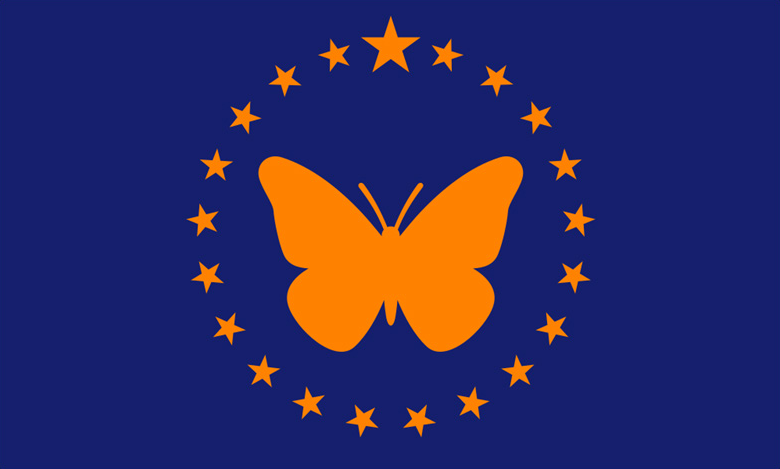
Proposition 4321. Le papillon est le monarque, entouré de 21 étoiles.
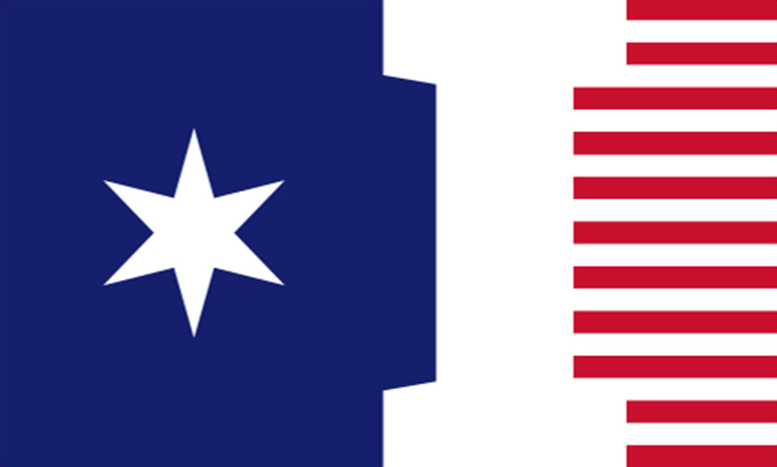
Proposition 4669. Le drapeau a 21 bandes, l'étoile représente Chicago.

## Drapeaux d'anniversaires

Drapeau du centenaire de l'Illinois par Wallace Rice
Drapeau du sesquicentenaire de l'Illinois.
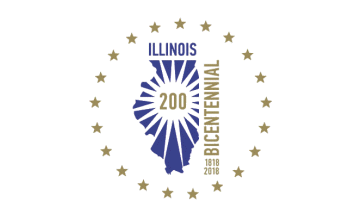
Drapeau du bicentenaire de l'Illinois.

### Drapeau du centenaire
Pour le premier centenaire de l'Illinois en 1918, Wallace Rice (en), qui a conçu le drapeau de Chicago, dessine un drapeau du centenaire pour l'État. Il comporte trois bandes horizontales de largeur égale alternant le blanc, le bleu et le blanc. Il est chargé de 21 étoiles le long du bord du guindant. Il possède 10 étoiles bleues dans la bande blanche supérieure et 10 dans la bande blanche inférieure, représentant les 10 États du Nord et les 10 États du Sud au moment de l'accession de l'Illinois au statut d'État, en 1818. La bande bleue centrale comporte une grande étoile blanche représentant l'État de l'Illinois lui-même.

### Drapeau du sesquicentenaire
Pour marquer le 150e anniversaire de la création de l'État de l'Illinois en 1968, un drapeau du sesquicentenaire est conçu pour l'État. Le drapeau est bleu foncé, avec une lettre blanche stylisée « I » ornée d'une carte rouge de l'Illinois au centre, entourée d'un cercle de vingt étoiles blanches à cinq branches, avec une vingt-et-unième étoile supplémentaire — plus grande que les autres — placée à l'extérieur du cercle en haut à droite.

### Drapeau du bicentenaire
Il n'y a pas de drapeau du bicentenaire. Cependant, le 12 janvier 2017, l'État dévoile un logo en préparation du bicentenaire de l'État l'année suivante. Le logo, conçu par Ben Olsen, présente une silhouette bleue de l'État avec le mot « ILLINOIS » au-dessus. Au centre de la silhouette se trouve un effet de soleil avec le nombre 200 en or. Le long du côté droit se trouve le mot Bicentennial, également en or de bas en haut, et en dessous les dates 1818 et 2018. Le tout est entouré de 21 étoiles dorées qui indiquent que l'Illinois est le vingt-et-unième État. Le directeur exécutif du Bureau du bicentenaire, Stewart Layne, ajoute « L'éclat de soleil au milieu du contour de l'État représente l'impact de l'Illinois sur le pays et le monde au cours des deux derniers siècles et l'avenir brillant auquel nous aspirons pour les 200 prochaines années »,. La « cérémonie de lever du drapeau du bicentenaire de l'Illinois » a lieu le 4 décembre 2017 à la salle des fêtes de Skokie, dans le comté de Cook.